# Éparchie de Vyksa
L'éparchie de Vyksa (Вы́ксунская епа́рхия) est une éparchie (diocèse dans l'orthodoxie) de l'Église orthodoxe russe, regroupant les paroisses et les monastères de la partie occidentale de l'oblast de Nijni Novgorod (dans les limites des raïons d'Ardatov, de Vatcha, de Voznessenskoïe, de Volodarsk, de Vyksa, de Koulebaki, de Navachino, de Pavlovo, de Sosnovskoïe et de Tchkalovsk). Il est suffragant du siège métropolitain de Nijni Novgorod.
Le siège du diocèse est la cathédrale de la Nativité-du-Christ de Vyksa et son évêque est Barnabé (Baranov).

## Histoire
Le diocèse est érigé par le Saint-Synode de l'Église orthodoxe russe le 15 mars 2012, son territoire étant reçu de l'éparchie de Nijni Novgorod. Il est suffragant du siège métropolitain de Nijni Novgorod.
Il est tenu par l'évêque Barnabé (Baranov), clerc de l'éparchie de Nijni Novgorod, consacré le 22 avril 2012.

## Doyennés

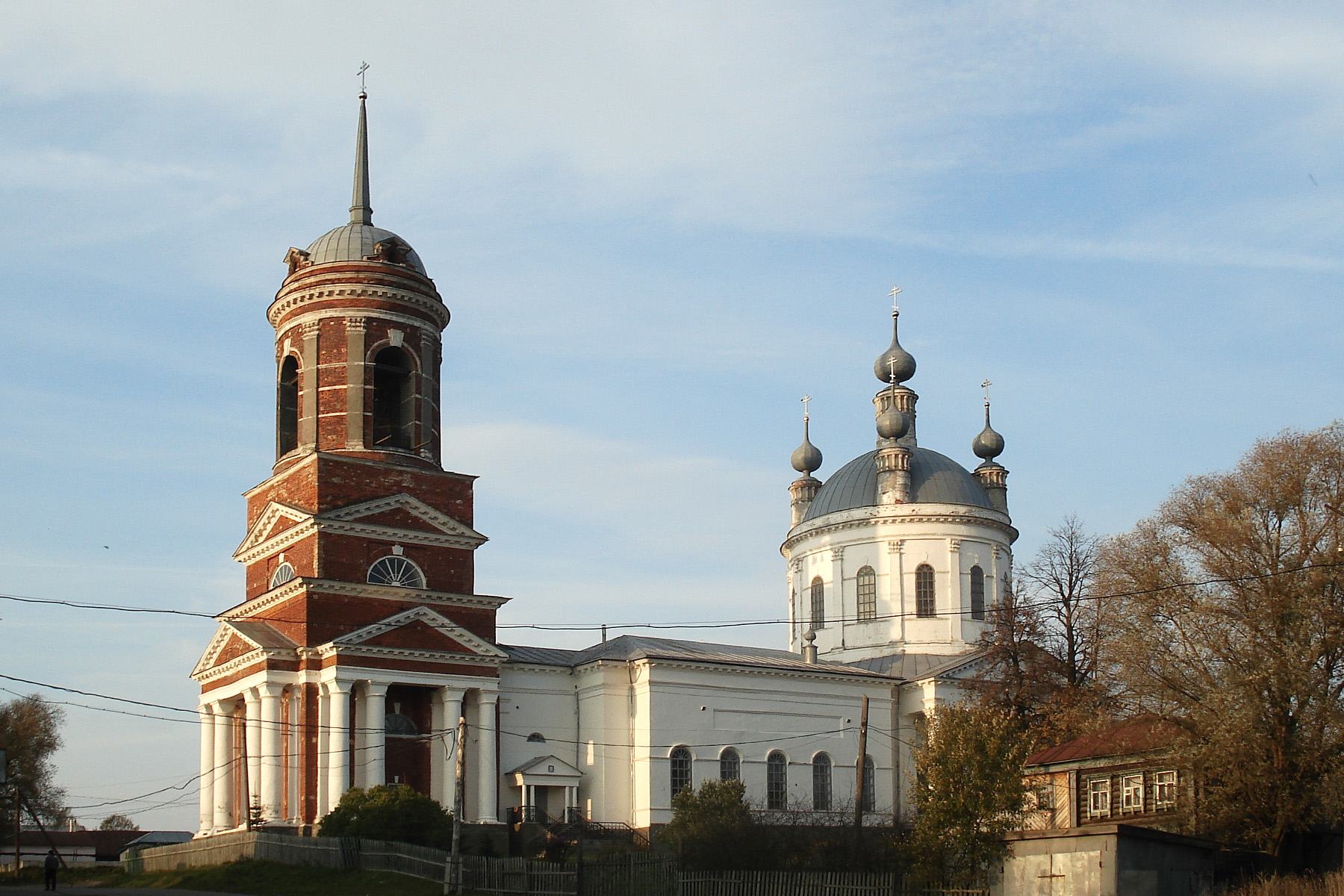
Vue de l'église Saint-Nicolas de Kazakovo.

L'éparchie de Vyksa est divisée en dix doyennés (en octobre 2022):
- Doyenné de l'Annonciation
- Doyenné d'Ardatov
- Doyenné de l'Assomption
- Doyenné de Koulebaki
- Doyenné de Pavlovo
- Doyenné de Sosnovskoïé (érigé en 2016[4])[5]
- Doyenné de Tchalovsk
- Doyenné de Vatcha
- Doyenné de Voznessenskoïe
- Doyenné de Vyksa

Cinq anciens doyennés de l'éparchie de Nijni Novgorod sont entrés dans la nouvelle éparchie de Vyksa: celui de Vyksa, celui de Pavlovo, celui de Koulebaki, celui d'Ardatov et celui de Voznessenskoïe.
Au premier conseil de l'éparchie du 31 août 2012, il est décidé d'ériger les doyennés de Volodarsk et de Tchkalovsk dans la limite de leur raïon (arrondissement). Le doyenné de Volodarsk prend le nom de doyenné de l'Annonciation.
Il est décidé également d'ériger à partir du territoire du doyenné de Koulebaki (qui comprend les raïons de Koulebaki, Navachino et Vatcha), le doyenné de Vatcha.

## Monastères

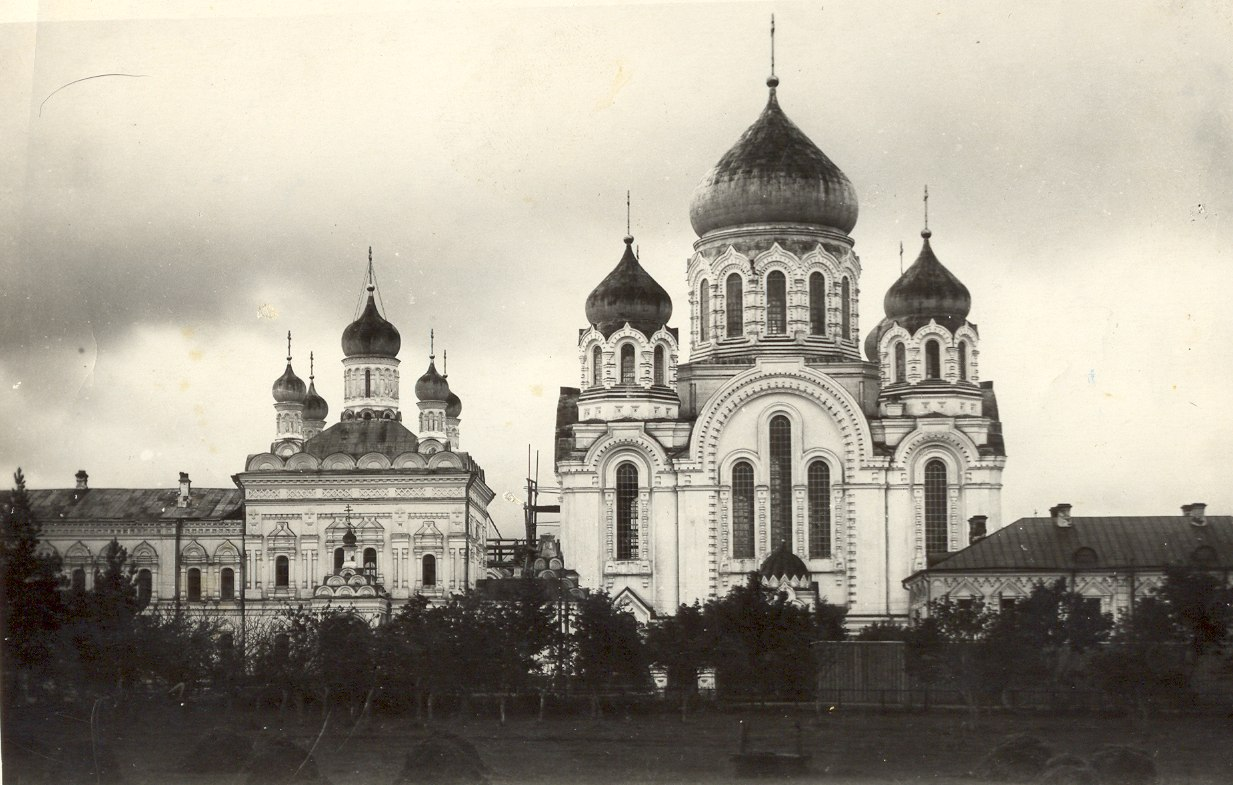
Le monastère Notre-Dame-d'Ivérie au début du XXe siècle.

Il y a quatre monastères en activité dans l'éparchie de Vyksa:
- Monastère d'Ababkovo (féminin)
- Monastère d'Ivérie de Vyksa (féminin)
- Monastère de Florichtchi (masculin)
- Monastère de Dalneïe-Davydovo (féminin)

Le monastère de la Sainte-Trinité de l'Île-du-Lac a été rendu à l'éparchie et est en voie de renaissance.

## Enseignement
Le séminaire orthodoxe de Vyksa est inauguré le 9 octobre 1996 et béni par le métropolite Nicolas (Koutepov) de Nijni Novgorod. Il est placé sous le patronage de saint Jean l'Évangéliste.

## Médias
- Journal diocésain éducatif L'Échelle vers le ciel («Лествица в небо», mensuel)
- Journal du doyenné de Koulebako La Gazette paroissiale («Приходская газета», mensuel)
- Journal du doyenné de Pavlovo Le Cierge («Свеча», bimensuel)
- Journal du doyenné de Sosnovskoïe L'Appel de la cloche («Благовест», mensuel)
- Journal du doyenné de Tchkalovsk Paix à votre maison («Мир вашему дому», mensuel)
- Journal du doyenné de Tchkalovsk La Feuille de Séraphin («Серафимовский листок», mensuel)
- Journal du monastère Notre-Dame-d'Ivérie de Vyksa La Feuille d'Ivérie («Иверский листок», mensuel)